# پاشیرک (گونه)
پاشیرک (نام علمی: Alchemilla arvensis) نام یک گونه از تیره گلسرخیان است.

## نگارخانه

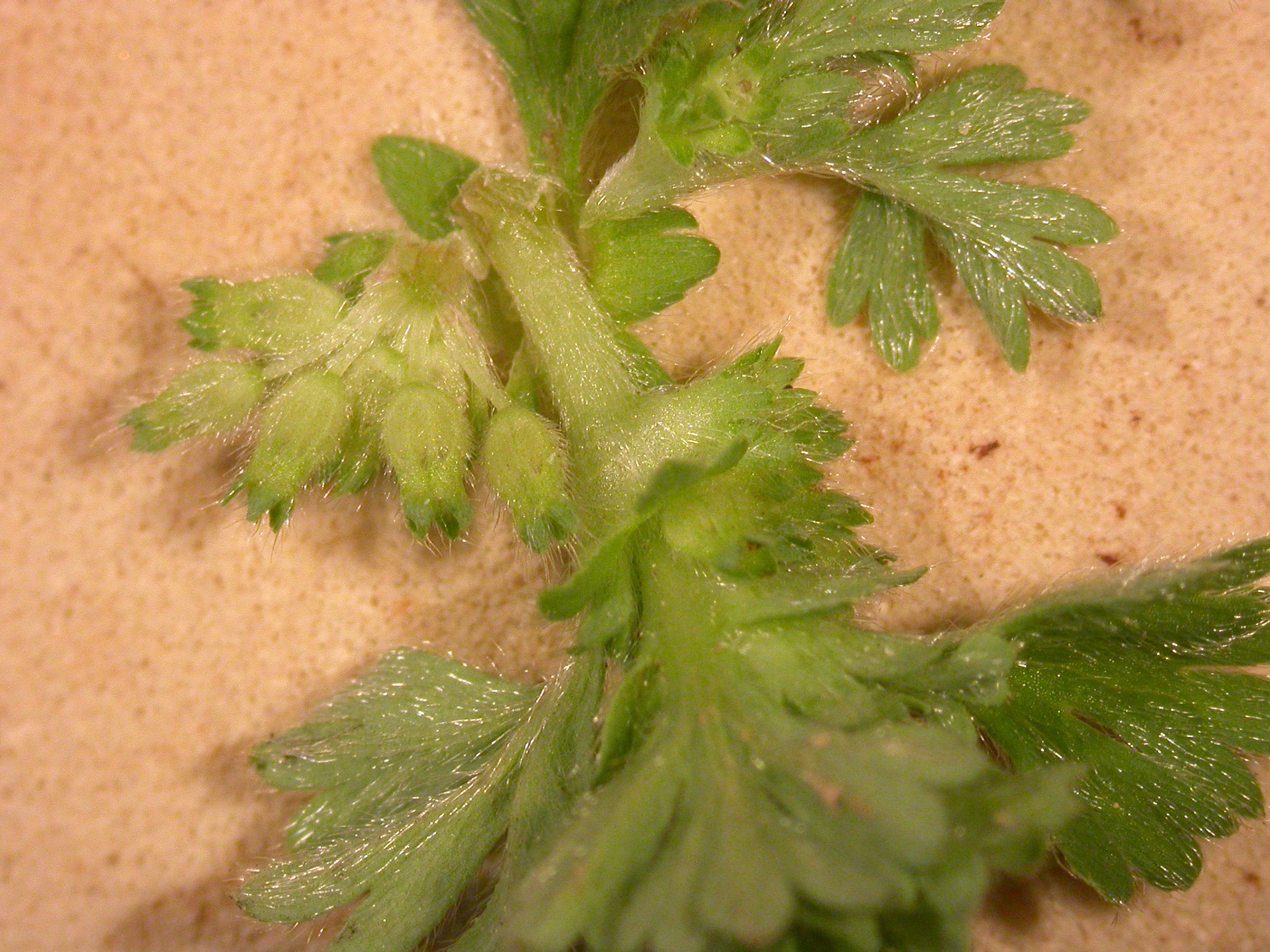
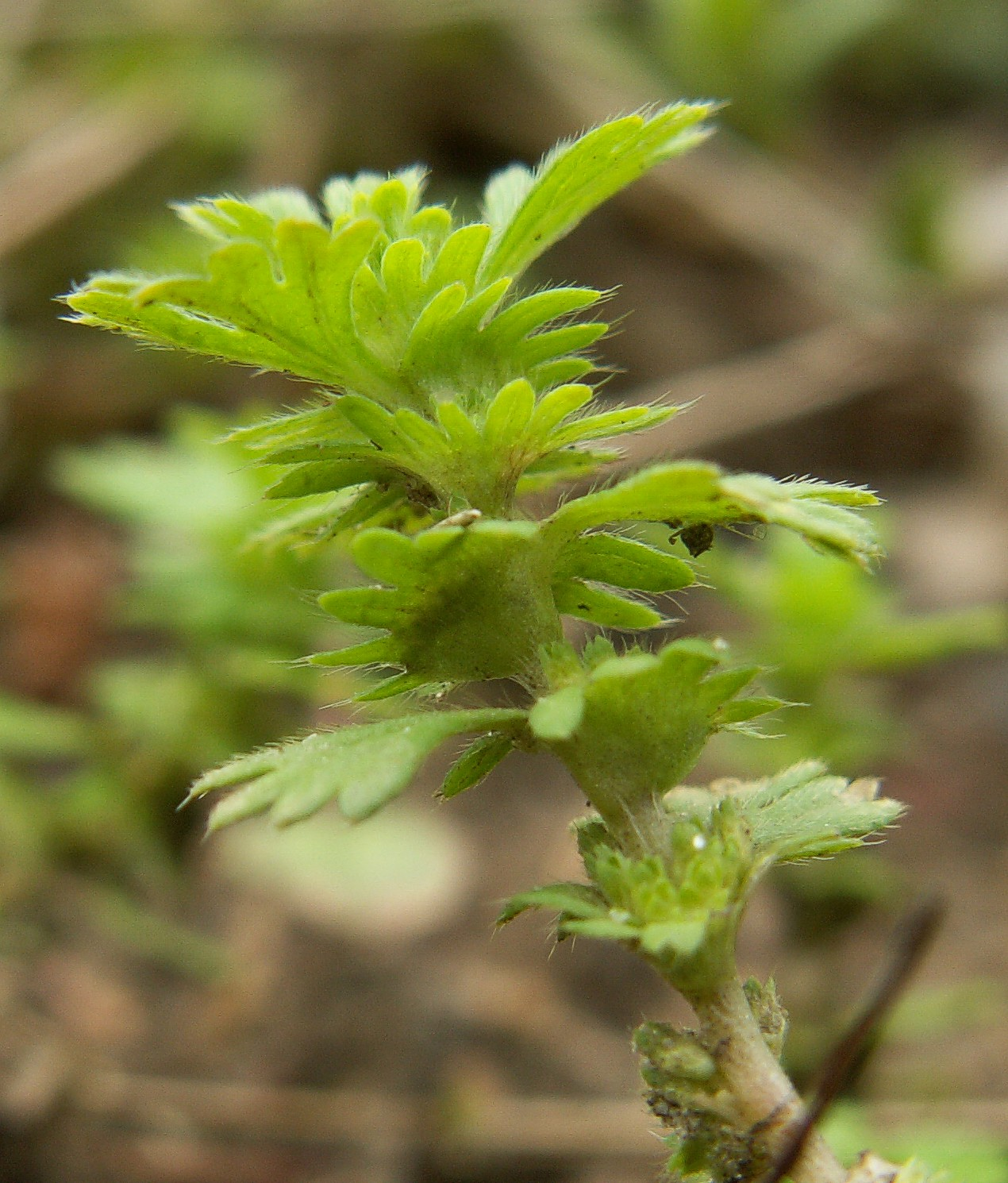
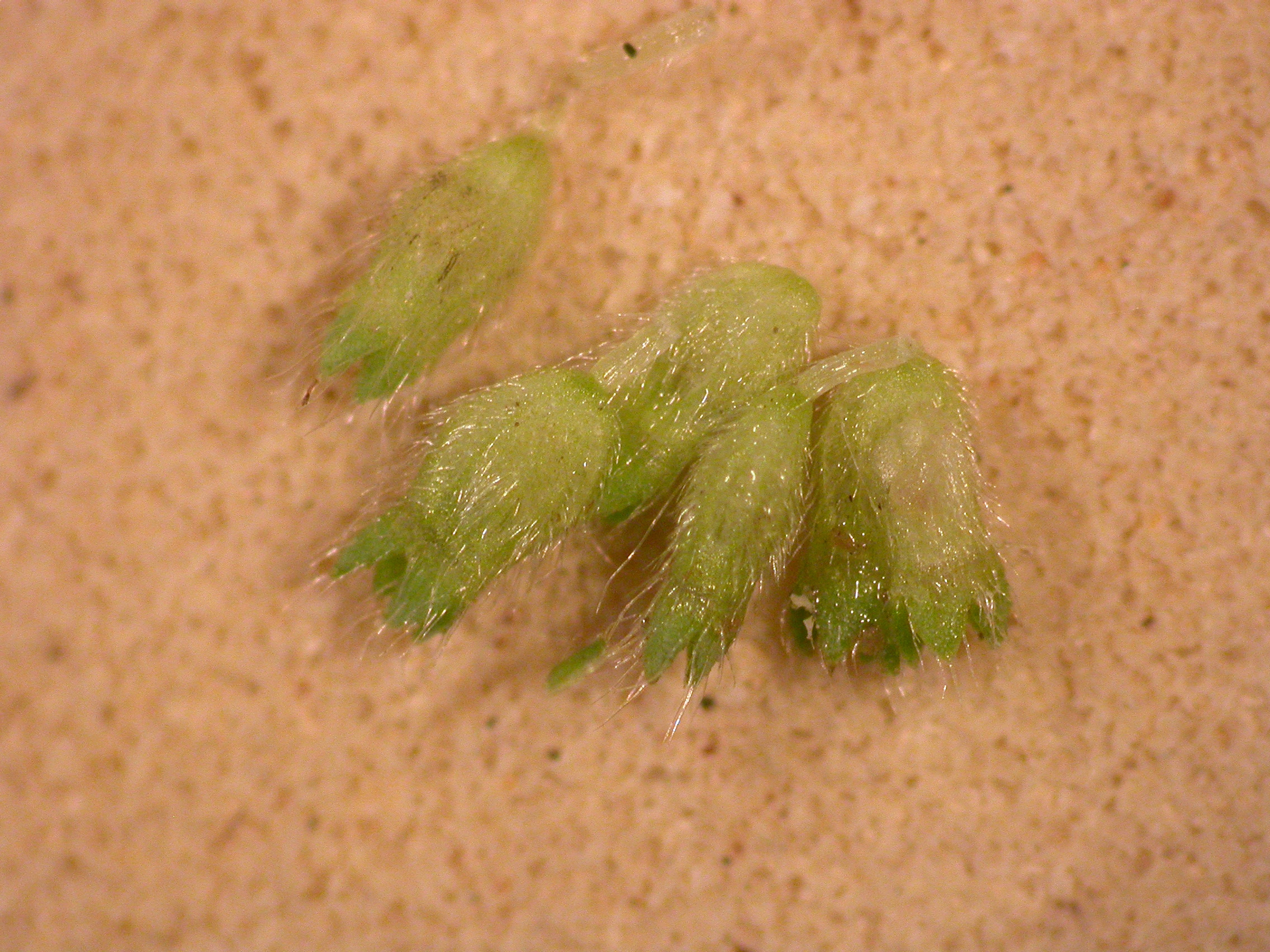
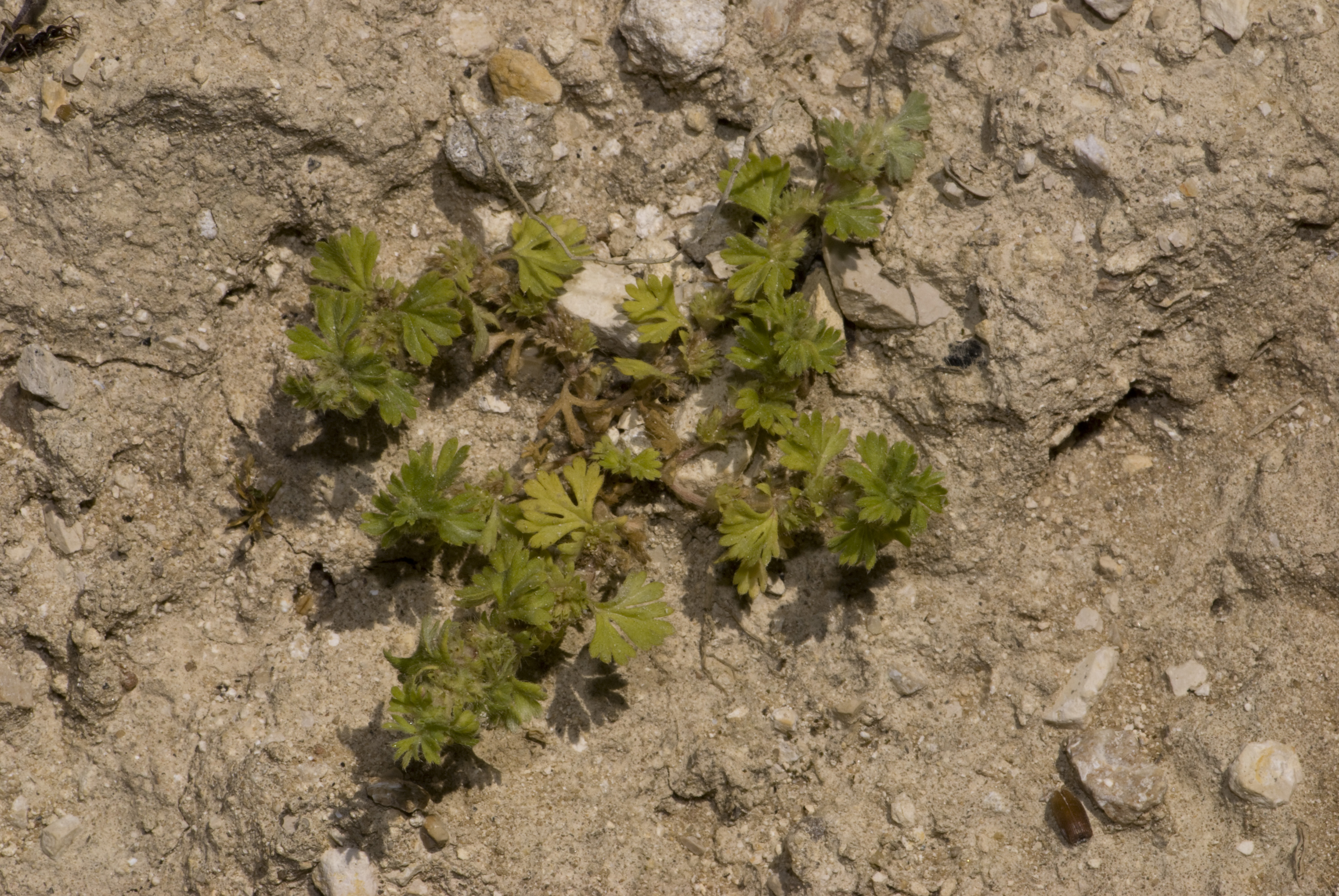
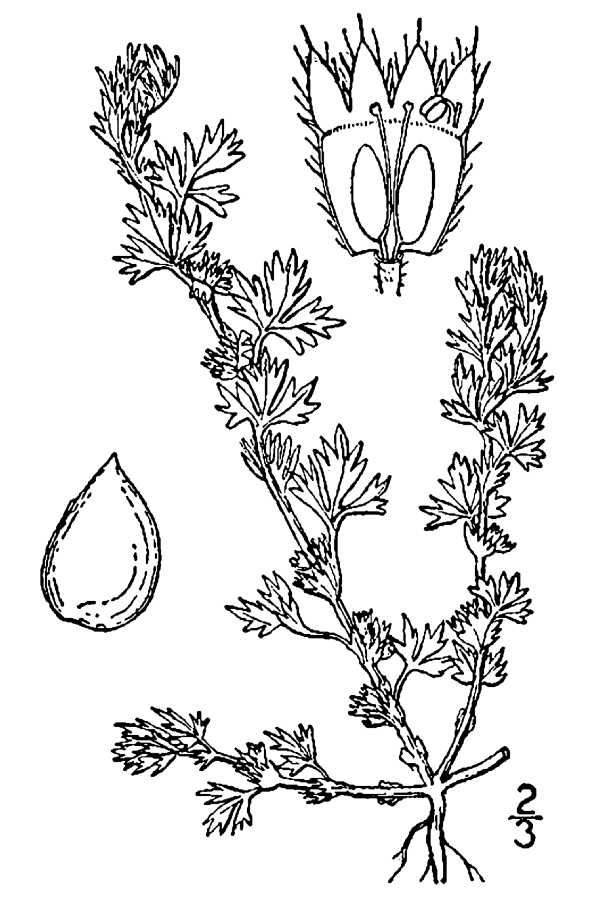
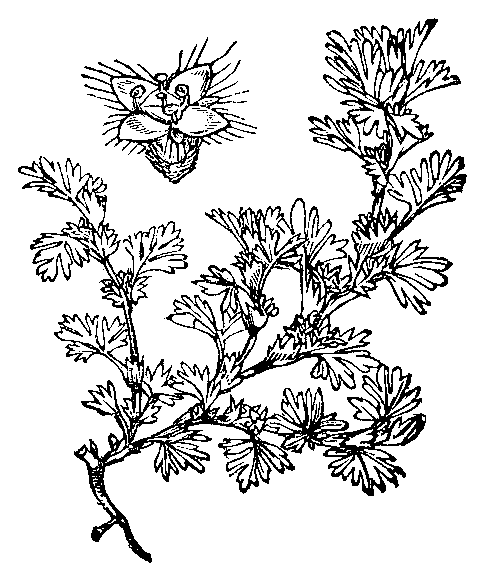